# Trudność uprawy roli
Trudność uprawy roli - cecha gleby ustalana na podstawie nachylenia terenu, ciężkości gleby w uprawie oraz zakamienienia warstwy ornej. Graniczne nachylenie stoku, na którym możliwe jest stosowanie uprawy mechanicznej, wynosi 12 stopni.
Trudność uprawy roli określa się w 10-stopniowej skali. Gleby o stopniach trudności uprawy 7–8 wymagają stosowania specjalnych maszyn o wzmocnionej konstrukcji. Utwory wyjątkowo trudne – zakamienione, na stokach o znacznych spadkach – powinny być wykluczone z użytkowania ornego.